# Schistidium elegantulum
Schistidium elegantulum (deutsch Elegantes Spalthütchen oder Elegantes Rotkäppchenmoos) ist eine Laubmoos-Art aus der Familie Grimmiaceae. Die Erstbeschreibung erfolgte 1996 durch H.H.Blom.

## Beschreibung
Die niederliegenden bis aufsteigenden Pflanzen sind bis etwa 3 Zentimeter groß und bilden lockere, meist olivfarbene Büschelrasen. Ein Zentralstrang im Stämmchenquerschnitt fehlt. Die Blätter sind lanzettlich, die Blattränder und die Blattrippe sind glatt. Die Glasspitze kann bis 1 Millimeter lang sein, ist am Ansatz stielrund, läuft nicht an den Blatträndern herab und bildet die direkte Fortsetzung der Lamina. Die Blattlamina weist zweizellschichtige Streifen und Flecken auf. Die Blattzellen sind oben isodiametrisch und nicht oder nur schwach sinuös.
Sporenkapseln sind sehr häufig. Die strohgelbe bis hell orange-bräunliche Urne ist 1,6-mal bis 2,4-mal so lang wie breit. Die Exothecialzellen (Zellen der Außenschicht der Kapselwand) sind überwiegend verlängert, die Zellwände schwach verdickt, Spaltöffnungen sind 6 bis 8 vorhanden. Die orangeroten Peristomzähne sind 350 bis 430 Mikrometer lang und aufrecht bis abstehend, die Spitzen nach innen gebogen. Die glatten bis granulierten Sporen sind 8 bis 11 Mikrometer groß.

## Standortansprüche
Die Art wächst an kalkreichen, trockenen bis feuchten und hellen bis halbschattigen Standorten hauptsächlich in der montanen Höhenstufe. Bevorzugte Lebensräume sind besonders Laubwälder, wo sie Steine, Blöcke und Felsen besiedelt, sekundär wächst sie auch auf Beton.

## Verbreitung
Weltweit gibt es Vorkommen in Europa, in Teilen Asiens (besonders im Kaukasus) und in Mexico.
In Deutschland erstreckt sich die Hauptverbreitung mit oft größeren Beständen vom Alpenrand im Süden über den Jura und die mitteldeutschen Kalkgebiete nach Norden bis ins Weserbergland.
In Österreich gibt es zerstreute Vorkommen, vorwiegend in den wärmeren Gebieten am Alpenostrand, im Grazer Bergland und in Südkärnten.